# Districte d'Hermagor

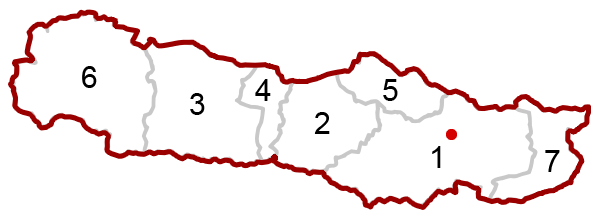
distribució dels municipis al districte

Districte d'Hermagor és un districte (bezirke) de Caríntia, un dels estats d'Àustria. Té una extensió de 808 kilòmetres quadrats i una població de 19.294 habitants el 2001. La capital és la ciutat d'Hermagor-Pressegger See. Limita al nord amb el Districte de Spittal an der Drau, a l'est amb Villach-Land, a l'oest amb el Districte de Lienz (Tirol) i al sud amb la província d'Udine (Friül-Venècia Júlia) i amb la província de Belluno (Vèneto) 

## Municipis
El districte d'Hermagor comprèn 7 municipis:
1. Hermagor-Pressegger See
2. Kirchbach
3. Kötschach-Mauthen
4. Dellach
5. Gitschtal
6. Lesachtal
7. Sankt Stefan im Gailtal